# 昭和41年台風第4号
昭和41年台風第4号（しょうわ41ねんたいふうだい4ごう、国際名：Kit / キット）は、1966年6月23日に発生し、その後日本に接近した台風である。

## 概要
| 進路図 |  | 香港気象台による画像 |
| 進路図 |  | 香港気象台による画像 |

のちに台風4号となる初期の擾乱は、6月20日にミクロネシア連邦のチューク州の近海で最初に確認された。この擾乱が着実は着実に西に進んでいき、日本の気象庁はその日のうちにこの擾乱が熱帯低気圧になったと認めた。合同台風警報センターは現地での調査を行った後、6月22日にこの分類が適切であることを認めた。翌23日の早い時間帯に、この熱帯低気圧の内部では強風が吹いていることが認められ、「熱帯低気圧キット」と命名された。熱帯低気圧は北西に進路を変え、目の大きさを35 –55キロメートルにまで発達させ、日本標準時で同日15時に、ヤップ島付近の北緯10.9度、東経136.2度で台風4号となった。同日のうちにタイフーンにまで発達した。台風4号は6月24日の遅い時間帯から翌25日にかけて急速に発達し、中心気圧は18時間で965ヘクトパスカルから914ヘクトパスカルまで51ヘクトパスカル低下した。この間に、台風の目の大きさは13キロメートルだったのが17キロメートルに成長した。気象庁の推定によれば、日本時間6月26日15時、台風4号の中心気圧は880ヘクトパスカルにまで急激に下がり、中心気圧でみれば1951年以降の最も強い台風のランキングで5位タイに入ることになった。この時間帯に、合同台風警報センターは台風4号の最大風速が87.5メートル毎秒に達し、勢力のピークを迎えたと推定したが、現在ではこの推定は過大なものであったと考えられている。その後、6月26日に行われた再度の現地調査では912ヘクトパスカルの気圧が報告され、台風4号に関連して測定された気圧としては最も低いものとなった。その後、台風4号は北北東に進行方向を変えながら、弱まり始めた。そして、台風は勢力を維持したまま、6月28日に日本の本州の南東沿岸に接近し、東京の約155キロメートル東を通過した。台風4号はその後も弱まり続け、6月29日にはトロピカルストームにまで弱まったのち、同日15時には北海道の南の北緯42.6度、東経148.0度で温帯低気圧に変わった。アメリカ海洋大気庁は翌6月30日に北海道の北東近海で温帯低気圧が消滅したとしている。しかし、気象庁は温帯低気圧が東に進路を変え、7月3日に国際日付変更線の近くで識別できなくなるまで、北大西洋を進み続けたと分析している。
| 順位 | 名称                              | 国際名  | 中心気圧 (hPa) | 観測年月日     | 観測地点       |
| ---- | --------------------------------- | ------- | -------------- | -------------- | -------------- |
| 1    | 昭和54年台風第20号                | Tip     | 870            | 1979年10月12日 | 沖ノ鳥島南東   |
| 2    | 昭和48年台風第15号                | Nora    | 875            | 1973年10月6日  | フィリピン東方 |
| 2    | 昭和50年台風第20号                | June    | 875            | 1975年11月19日 | マリアナ近海   |
| 4    | 狩野川台風 （昭和33年台風第22号） | Ida     | 877            | 1958年9月24日  | 沖ノ鳥島付近   |
| 5    | 昭和41年台風第4号                 | Kit     | 880            | 1966年6月26日  | 南大東島南方   |
| 5    | 昭和53年台風第26号                | Rita    | 880            | 1978年10月25日 | フィリピン東方 |
| 5    | 昭和59年台風第22号                | Vanessa | 880            | 1984年10月26日 | フィリピン東方 |
| 8    | 昭和28年台風第7号                 | Nina    | 885            | 1953年8月13日  | フィリピン東方 |
| 8    | 昭和34年台風第9号                 | Joan    | 885            | 1959年8月29日  | 宮古島南方     |
| 8    | 昭和46年台風第35号                | Irma    | 885            | 1971年11月12日 | フィリピン東方 |
| 8    | 昭和58年台風第10号                | Forrest | 885            | 1983年9月23日  | 沖ノ鳥島南方   |
| 8    | 平成22年台風第13号                | Megi    | 885            | 2010年10月17日 | フィリピン東方 |

| 順位 | 台風                             | 国際名  | 年     | 最大風速 (kt) |
| ---- | -------------------------------- | ------- | ------ | ------------- |
| 1    | 第2室戸台風 (昭和36年台風第18号) | Nancy   | 1961年 | 185           |
| 2    | 昭和36年台風第24号               | Violet  | 1961年 | 180           |
| 2    | 昭和30年台風第28号               | Ruth    | 1955年 | 180           |
| 4    | 狩野川台風 (昭和33年台風第22号)  | Ida     | 1958年 | 175           |
| 5    | 令和3年台風第2号                 | Surigae | 2021年 | 170           |
| 5    | 令和2年台風第19号                | Goni    | 2020年 | 170           |
| 5    | 平成28年台風第14号               | Meranti | 2016年 | 170           |
| 5    | 平成25年台風第30号               | Haiyan  | 2013年 | 170           |
| 5    | 昭和41年台風第4号                | Kit     | 1966年 | 170           |
| 5    | 昭和39年台風第34号               | Opal    | 1964年 | 170           |
| 5    | 昭和39年台風第18号               | Sally   | 1964年 | 170           |
| 5    | 昭和34年台風第9号                | Joan    | 1959年 | 170           |

## 被害
台風4号は日本に上陸することはなかったが、激しい雨と被害をもたらすような暴風が東日本を大混乱に陥れた。総降水量は箱根や伊豆半島で400ミリメートルに達し、福島県から静岡県までの広範囲でも、200ミリメートルに達した。人が死ぬような地滑りや洪水がもたらされた。2015年版の『理科年表』によれば、128041棟が浸水し、そのうち433棟が損壊した。なお、『消防白書』では床下浸水107449棟、床上浸水26670棟、一部破損172棟、半壊138棟、全壊113棟、流失3棟と記録されている。人的被害は、『理科年表』によれば死者64名、行方不明者19名、負傷者91名、『消防白書』によれば死者63名、行方不明者7名、負傷者96名で、神奈川県では38名が死亡した。また、青森県、宮城県、福島県、群馬県、埼玉県、東京都、神奈川県の7都県の31市区町村に災害救助法が適用された。伸縮性の高い道路でも、崩壊したり、地滑りで塞がったりした。加えて、東京と大阪とを結ぶ480キロメートルの区間の鉄道は12時間にわたって不通になった。腰の高さにまで達した水によって東京の地下鉄網は機能しなくなり、推計で200万人の人々が立ち往生した。台風が過ぎ去った後、宇都宮市の近く（約55キロメートル北）にある損壊したトンネルを修理していた25人の作業員が、持ち運び可能な発電機が原因で一酸化炭素中毒を起こし、死亡した。

## その他
この台風が日本から遠ざかった後、ビートルズが来日し、大きな話題となった。新聞やテレビ等は、彼らを台風になぞらえて「ビートルズ台風」と呼んだ。